# The Ocean
The Ocean (с англ. — «Океан») — немецкая прогрессив-метал-группа, основанная в Берлине в 2000 году гитаристом Робином Стэпсом.

## История
The Ocean была основана в 2000 году гитаристом и автором песен Робином Стэпсом. В течение следующих двух лет в группе побывало около 40 музыкантов, пока не был сформирован стабильный состав. В июле 2002 года The Ocean отыграли свой первый концерт в ныне несуществующем полулегальном берлинском клубе Eimer. Вскоре после этого группа выпустила одноименное демо Islands/Tides, состоящее из одной 30-минутной песни, которая также составляла основу их ранних живых выступлений.
После короткого тура со шведской краст-панк-группой Coma в начале 2003 года группа подписала контракт с Make My Day Records, которая затем выпустила коммерческий релиз Fogdiver 1 сентября 2003 года. Это инструментальный альбом, состоящий из пяти песен, несмотря на тот факт, что во время живых выступлений у группы было как минимум два вокалиста. В отличие от своего предшественника, эта запись получила признание критиков самых разных жанров.
Зимой и весной 2004 года The Ocean записали материал для двух следующих альбомов. Более спокойная и атмосферная половина этой записи была выпущена под названием Fluxion в августе 2004 года совместно лейблами Make My Day и Throne Records. Хотя появление вокалиста Матиаса «Meta» Бюнте, казалось, сделало музыку более доступной для слушателей, оно также заставило многих других критиков счесть альбом шагом назад с точки зрения инноваций и оригинальности по сравнению с инструментальным Fogdiver. В интервью группа комментировала это, указывая на кажущуюся ограниченность некоторых рецензентов и их предполагаемую неспособность справиться с резкостью и жестокостью антихристианского и антитеистического вокала в нынешнем звучании The Ocean.
После подписания контракта с Metal Blade Records летом 2005 года все оставшиеся песни с сессии звукозаписи были выпущены как Aeolian. Поскольку Fluxion и Aeolian изначально планировались как двойной компакт-диск со спокойной и брутальной частью, Aeolian сильно отличался от своего предшественника. В отличие от предыдущих альбомов, здесь почти не использовались классические инструменты и электронное звучание, благодаря чему пластинка звучала довольно минималистично. Но хотя в Fluxion участвовал только один вокалист, на Aeolian можно было найти семерых из них, в том числе Нейта Ньютона, Шона Ингрэма и Томаса Холлбома, чьи имена также широко использовались в рекламной кампании альбома. По словам группы, голос Бюнте на Fluxion создавал монотонность, которой они хотели избежать на Aeolian, что также привело к добавлению второго вокалиста Нико Веберса. В марте 2006 года альбом вышел в Северной Америке. Позже в том же году лейблом Throne Records была выпущена совместная виниловая версия Fluxion и Aeolian, в которую вошли три пластинки разных цветов. За это время группу покинул Матиас «Meta» Бюнте, и его заменил Майк Пилат.
В конце 2007 года они выпустили новый двойной альбом под названием Precambrian. Несколько месяцев спустя Нико Веберс ушёл, чтобы присоединиться к War from a Harlots Mouth, оставив Майка Пилата единственным вокалистом группы. В апреле 2008 года The Ocean отправились в годичный тур по Европе и Северной Америке с такими группами, как Intronaut, Opeth и At The Gates. В апреле 2009 года было объявлено, что ведущий вокалист Майк Пилат покидает группу по личным причинам и другим обязательствам.
17 ноября 2009 года Робин Стэпс объявил, что найдена замена вокалисту — Лоик Россетти. The Ocean выпустили два альбома в 2010 году: Heliocentric 9 апреля и Anthropocentric 9 ноября. Эти два альбома «представляют собой фундаментальную и философскую критику христианства»: Heliocentric описывает внутренние конфликты внутри католической церкви по поводу гелиоцентризма Коперника и Галилея, а Anthropocentric критикует фундаменталистский протестантский взгляд на креационизм.
Группа объявила, что их первый концертный DVD будет снят 29 января 2011 года в Берлине в Музее музыкальных инструментов и будет содержать только треки из альбома Precambrian. 3 августа 2011 года The Ocean объявил на своей странице в Facebook, что Робин Стэпс работает над новым материалом для будущего альбома. Они заявили, что запись начнется в начале 2012 года, и намекнули на возможность выпуска ещё одного двойного альбома. В статье на сайте MetalSucks, опубликованной в сентябре 2012 года, Стэпс заявил, что новый альбом должен выйти в апреле или мае 2013 года и в нём будет очень мало вокала, если вообще будет, но уточнил, что Лоик остается вокалистом группы, несмотря на изменение музыкального стиля.
Группа выпустила Pelagial 29 апреля 2013 года в США. CD-версия содержала два диска — один с песнями с вокалом, другой чисто инструментальный. 20 октября 2013 года группа объявила об уходе гитариста Джонатана Нидо и барабанщика Люка Хесса. Позже было объявлено, что Пол Зайдель из группы War From A Harlots Mouth заменит Хесса после текущего тура. Кроме того, 8 декабря было объявлено, что новым гитаристом группы станет австралиец Дэмиан Мердок.
14 февраля 2018 года в Instagram-аккаунте группы было опубликовано фото, на котором изображена студия звукозаписи. Три дня спустя всплыло ещё одно изображение, в котором говорилось, что «фанерозойские» записи ведутся в студии Sundlaugin в Исландии. 22 августа 2018 года группа объявила, что новый альбом будет разделен на две части. Phanerozoic I: Palaeozoic был выпущен 2 ноября 2018 года, а Phanerozoic II должен был выйти в 2019 году, но был перенесен на 2020 год. Эти пластинки стали седьмым и восьмым студийными альбомами группы соответственно и концептуальными преемниками альбома Precambrian. В ноябре 2019 года стало известно, что группа «завершает запись и в декабре начнет сведение в Fascination Street Studios». Они объявили, что альбом будет называться Phanerozoic II: Mesozoic & Cinozoic, что положило начало предположениям о том, что это может быть двойной альбом. Эти слухи оказались ложными, и его релиз состоялся 25 сентября 2020 года.
21 сентября 2020 года окаменелость ophiacantha Oceani была названа в честь группы. 19 мая 2023 года группа выпустила девятый студийный альбом Holocene.

## Музыкальный стиль
Музыкальный стиль The Ocean описывался различными изданиями как прогрессивный метал, пост-метал, сладж-метал, экстремальный метал и авангардный метал.

## Состав
С момента своего создания в 2000 году у The Ocean было много разных составов. Иногда группу называют The Ocean Collective, из-за постоянно меняющегося состава участников и (давних) коллабораций; основным и единственным постоянным участником остаётся гитарист и композитор Робин Стэпс. Подробнее см. Список участников The Ocean.
Текущий состав
- Робин Стэпс (Robin Staps) — гитара, программирование, бэк-вокал (2000—настоящее время)
- Лоик Россетти (Loïc Rossetti) — ведущий вокал (2009—настоящее время)
- Пол Зайдель (Paul Seidel) — ударные, бэк-вокал (2013—настоящее время)
- Маттиас Хэгерстранд (Mattias Hägerstrand) — бас-гитара (2015—настоящее время)
- Дэвид Рамис Ахфельдт (David Ramis Åhfeldt) — гитара (2018—настоящее время)
- Петер Фойгтманн (Peter Voigtmann) — синтезатор (2018—настоящее время)

## Дискография
Студийные альбомы
- Fluxion (2004)
- Aeolian (2006)
- Precambrian (2007)
- Heliocentric (2010)
- Anthropocentric (2010)
- Pelagial (2013)
- Phanerozoic I: Palaeozoic (2018)
- Phanerozoic II: Mesozoic / Cenozoic (2020)
- Holocene (2023)

Прочие релизы
- Islands/Tides (демо, 2001)
- Fogdiver (инструментальный мини-альбом, 2003)
- Burst/The Ocean (сплит, 2005)
- The Grand Inquisitor (мини-альбом, 2012)
- Transcendental (сплит-мини-альбом, 2015)
- Phanerozoic Live (концертный альбом, 2021)

Музыкальные видео
| Год  | Песня                                      | Альбом                              |
| ---- | ------------------------------------------ | ----------------------------------- |
| 2005 | «Dead on the Whole»                        | Fluxion                             |
| 2005 | «One with the Ocean»                       | Aeolian                             |
| 2010 | «Firmament»                                | Heliocentric                        |
| 2011 | «The Grand Inquisitor II: Roots & Locusts» | Anthropocentric                     |
| 2011 | «She Was the Universe»                     | Anthropocentric                     |
| 2013 | «Bathyalpelagic II: The Wish in Dreams»    | Pelagial                            |
| 2018 | «Cambrian II: Eternal Recurrence»          | Phanerozoic I: Palaeozoic           |
| 2019 | «Permian: The Great Dying»                 | Phanerozoic I: Palaeozoic           |
| 2020 | «Oligocene»                                | Phanerozoic II: Mesozoic / Cenozoic |
| 2020 | «Pleistocene"                              | Phanerozoic II: Mesozoic / Cenozoic |
| 2023 | «Preboreal»                                | Holocene                            |
| 2023 | «Parabiosis»                               | Holocene                            |
| 2023 | «Sea of Reeds»                             | Holocene                            |
| 2023 | «Subatlantic»                              | Holocene                            |